# Whistler, Britanska Kolumbija
Whistler je moderno zimovalište u Britanskoj Kolumbiji, Kanada, 120 km udaljeno od Vancouvera.

## Povijest
Prvi naseljenici područja Wislera bili su indijanci Coast Salish koji su se naselili prije mnogo tisuća godina gdje su živjeli nomadski život davno prije nego što su došli prvi Europljani.
Dolina wislera je bila izolirana divljina u koju su često posjećivali ljudi iz plemena Lil'wat i Squamish koji su živjeli sve od Sjevernog Vancouvera pa do rijeke Squamish i sjevernog dijela Howe Sounda.

## Zimske olimpijske igre
Whistler će biti mjesto gdje će se održavati veći broj sportskih događaja Zimskih olimpijskih igara 2010. godine koje će se održati u Vancouveru. Natjecanja će se održati na planini Whistler-Blackcomb. Takozvani "vodonična autocesta" će biti izgrađen između Vancouvera i Wislera do 2010. godine koji će dozvoliti automobilima na vodik da slobodno putuju između ta dva grada.
Wisleru su prethodno ponuđene Zimske olimpijske igre 1976. godine još 1972. godine kad je Denver (Colorado, SAD) odbio da bude domađin igara, iako je dobio to pravo. Međutim, Wisler je odbio ponudu, i Igre su održane u Innsbrucku, u Austriji.

## Galerija
- Detalj s gradske zgrade
- Pogled na Wisler s planina
- Jedrenje na snijegu
- Whistler 2008 godine

## Vanjske poveznice
- Službena stranica grada[neaktivna poveznica]

### Ostali projekti
|  | Zajednički poslužitelj ima još gradiva o temi Whistler, Britanska Kolumbija |